# Shirley Henderson
Shirley Henderson (Forres, 24 de novembro de 1965) é uma atriz britânica nascida na Escócia. Seu papel mais conhecido é a Murta Queixosa em Harry Potter e a Camara dos Segredos. Também atuou em O Diário de Bridget Jones. Em 2004, participou do filme Yes e em 2005 voltou a fazer o papel de Murta Queixosa em Harry Potter e o Cálice de Fogo. Em 2006, participou do filme Marie Antoinette no papel da Princesa Sofia Filipa. Em 2008, entrou no filme Wild Child no papel de Matron.

## Biografia
Henderson nasceu em Forres, Moray na região das Terras Altas, mas cresceu na aldeia de Kincardine em Fife. Quando criança, ela começou a cantar em clubes locais, em eventos de caridade, campos de férias e até mesmo em uma competição de boxe. Tendo-se juntado em um grupo de teatro após a escola, Henderson participou do Adam Smith College com 16 anos, onde completou um curso de um ano, resultando em um Certificado Nacional de Teatro das Artes. Ela se mudou para Londres aos 17 anos onde passou três anos na Guildhall School of Music and Drama, onde se formou em 1986.

## Carreira
Henderson, participou de filmes como Rob Roy (1995) e interpretou Gail em Trainspotting (1996). Ela também faz trabalhos para o teatro, ela inclui muitas produções no Teatro Nacional de Londres.
Ela interpretou Jude em Bridget Jones's Diary, e conseguiu o papel de Murta Queixosa em Harry Potter and the Chamber of Secrets (2002) e Harry Potter and the Goblet of Fire (2005). Participou também do filme Marie Antoinette (2006), no qual interpretou Sofia Filipa de França.
Fez várias participações na televisão, como Isobel Sutherland em Hamish Macbeth (1995-1997), Marie Melmotte em The Way We Live Now (2001), Catarina de Bragança em Charles II: The Power and the Passion (2003), Ursula Blake em Doctor Who (2006) e recentemente Emmeline Fox em The Crimson Petal and the White (2011).

## Filmografia
| Filmes | Filmes                                      | Filmes                 | Filmes                      |
| Ano    | Título                                      | Papel                  | Notas                       |
| ------ | ------------------------------------------- | ---------------------- | --------------------------- |
| 1991   | Advocates I                                 | Andrea                 | Filme para a televisão      |
| 1991   | Dreaming                                    | Pauline                | Filme para a televisão      |
| 1991   | Clarissa                                    | Sally                  | Filme para a televisão      |
| 1994   | Salt on Our Skin                            | Mary                   |                             |
| 1995   | Rob Roy                                     | Morag                  |                             |
| 1996   | Trainspotting                               | Gail                   |                             |
| 1997   | Bumping the Odds                            | Lynette                | Filme para a televisão      |
| 1998   | Speak Like a Child                          | Mulher no sonho        | Sem créditos                |
| 1999   | Wonderland                                  | Debbie                 |                             |
| 1999   | Topsy-Turvy                                 | Leonora Braham         |                             |
| 2000   | The Claim                                   | Annie                  |                             |
| 2001   | Bridget Jones's Diary                       | Jude                   |                             |
| 2002   | 24 Hour Party People                        | Lindsay Wilson         |                             |
| 2002   | Villa des roses                             | Ella                   |                             |
| 2002   | Doctor Sleep                                | Detetive Janet Losey   |                             |
| 2002   | Once Upon a Time in the Midlands            | Shirley                |                             |
| 2002   | Harry Potter and the Chamber of Secrets     | Murta Queixosa         |                             |
| 2002   | Wilbur Wants to Kill Himself                | Alice                  |                             |
| 2002   | The Girl in the Red Dress                   | Gaynor                 | Curta-metragem              |
| 2003   | American Cousins                            | Alice                  |                             |
| 2003   | Fishy                                       | Glenda Sands           | Curta-metragem              |
| 2003   | AfterLife                                   | Ruby                   |                             |
| 2003   | Intermission                                | Sally                  |                             |
| 2004   | Yes                                         | Cleaner                |                             |
| 2004   | Dirty Filthy Love                           | Charlotte              | Filme para a televisão      |
| 2004   | Bridget Jones: The Edge of Reason           | Jude                   |                             |
| 2005   | Frozen                                      | Kath                   |                             |
| 2005   | A Cock and Bull Story                       | Susannah               |                             |
| 2005   | E=mc²                                       | Mileva Marić           | Filme para a televisão      |
| 2005   | Harry Potter and the Goblet of Fire         | Murta Queixosa         |                             |
| 2005   | The Taming of the Shrew: Shakespeare Retold | Kate                   |                             |
| 2006   | Marie Antoinette                            | Sofia Filipa de França |                             |
| 2006   | Ma Boy                                      | Ali                    | Curta-metragem              |
| 2007   | I Really Hate My Job                        | Alice                  |                             |
| 2007   | Wedding Belles                              | Kelly                  | Filme para a televisão      |
| 2008   | Miss Pettigrew Lives for a Day              | Edythe Dubarry         |                             |
| 2008   | Wild Child                                  | Matron                 |                             |
| 2008   | Marple: Murder Is Easy                      | Honoria Waynflete      | Filme para a televisão      |
| 2009   | May Contain Nuts                            | Alice                  | Filme para a televisão      |
| 2009   | Life During Wartime                         | Joy                    |                             |
| 2010   | The Nutcracker in 3D                        | Quebra-Nozes           | Voz                         |
| 2010   | Meek's Cutoff                               | Glory White            |                             |
| 2011   | A Portentous Death                          | Ros                    | Curta-metragem              |
| 2011   | The Gruffalo's Child                        | Gruffalo (criança)     | Voz; Filme para a televisão |
| 2012   | Treasure Island                             | Meg Hawkins            | Filme para a televisão      |
| 2012   | Everyday                                    | Karen                  |                             |
| 2012   | Anna Karenina                               | Meme Kartasov          |                             |
| 2013   | The Look of Love                            | Rusty Humphries        |                             |
| 2013   | Therese Raquin                              | Suzanne                |                             |
| 2013   | Filth                                       | Bunty                  |                             |
| 2015   | Tale of Tales                               | Imma                   |                             |
| 2017   | Okja                                        | Jeniffer               |                             |
| 2018   | Stan & Ollie                                | Lucille Hardy          |                             |

| Televisão | Televisão                             | Televisão            | Televisão                                                     |
| Ano       | Título                                | Papel                | Notas                                                         |
| --------- | ------------------------------------- | -------------------- | ------------------------------------------------------------- |
| 1987      | Shadow of the Stone                   | Elizabeth Findlay    | Episódio: "1.1"                                               |
| 1990      | Wish Me Luck                          | Sylvie Schneider     | Episódios: "3.1", "3.2", "3.3", "3.4", "3.5"                  |
| 1990      | Casualty                              | Denise               | Episódio: "Results"                                           |
| 1991      | Screen Two                            | Pauline              | Episódio: "Dreaming"                                          |
| 1994      | The Bill                              | Kelly Rogers         | Episódio: "Down and Out"                                      |
| 1995      | Hamish Macbeth                        | Isobel Sutherland    | 19 episódios (1995-1997)                                      |
| 2000      | Animated Tales of the World           | Malmhin (voz)        | Episódio: "The Green Man of Knowledge: A Story from Scotland" |
| 2001      | In a Land of Plenty                   | Anne Marie           | Episódio: "1.5"                                               |
| 2001      | The Way We Live Now                   | Marie Melmotte       | Episódios: "1.1", "1.2", "1.3", "1.4"                         |
| 2003      | Charles II: The Power and the Passion | Catarina de Bragança | Episódios: "1.1", "1.2", "1.3", "1.4"                         |
| 2005      | E=mc²                                 | Mileva Marić         | Episódio: "Einstein's Big Idea"                               |
| 2005      | ShakespeaRe-Told                      | Katherine Minola     | Episódio: "The Taming of the Shrew"                           |
| 2006      | Doctor Who                            | Ursula Blake         | Episódio: "Love & Monsters"                                   |
| 2011      | The Crimson Petal and the White       | Emmeline Fox         | Episódios: "1.1", "1.2", "1.3", "1.4"                         |
| 2011      | Death in Paradise                     | DS Angela Young      | Episódio: "1.6"                                               |
| 2013      | Bob Servant Independent               | Kirsty               | Episódio: "Women and God"                                     |
| 2013      | Southcliffe                           | Claire Salter        | [ 10 ]                                                        |